# Scottish Open 2019
Lo Scottish Open 2019 è il quindicesimo evento della stagione 2019-2020 di snooker ed è la 11ª edizione di questo torneo che si è disputato dal 9 al 15 dicembre 2019 a Glasgow in Scozia.
È il terzo torneo stagionale dell'Home Nations Series.
1° Scottish Open, 2º torneo Home Nations Series e 17º titolo Ranking per Mark Selby.
Finale 2018: Mark Allen è il campione in carica dopo aver battuto per 9-7 Shaun Murphy nella finale dello scorso anno in cui ha ottenuto il suo 1º successo in questo torneo e il 1° tra tutti i quattro titoli dell'Home Nations Series.

## Montepremi
- Vincitore: £70.000
- Finalista: £30.000
- Semifinalisti: £20.000
- Quarti di Finale: £10.000
- Sedicesimi di Finale: £7.500
- Trentaduesimi di Finale: £4.000
- Sessantaquattresimi di Finale: £3.000
- Miglior Break della competizione: £5.000

### Partecipanti
| N°  | Giocatore             | Ranking      | Precedenti edizioni vinte |
| --- | --------------------- | ------------ | ------------------------- |
| 1   | Mark Allen            | 7            | 2018                      |
| 2   | Judd Trump            | 1            |                           |
| 3   | Ronnie O'Sullivan     | 3            | 1998, 2000                |
| 4   | Neil Robertson        | 4            | 2017                      |
| 5   | John Higgins          | 5            |                           |
| 6   | Mark Selby            | 6            |                           |
| 7   | Kyren Wilson          | 8            |                           |
| 8   | Ding Junhui           | 9            | 2012                      |
| 9   | Shaun Murphy          | 10           |                           |
| 10  | Barry Hawkins         | 11           |                           |
| 11  | David Gilbert         | 12           |                           |
| 12  | Stuart Bingham        | 13           |                           |
| 13  | Jack Lisowski         | 14           |                           |
| 14  | Stephen Maguire       | 15           |                           |
| 15  | Joe Perry             | 16           |                           |
| 16  | Ali Carter            | 17           |                           |
| 17  | Gary Wilson           | 18           |                           |
| 18  | Yan Bingtao           | 19           |                           |
| 19  | Graeme Dott           | 20           |                           |
| 20  | Thepchaiya Un-Nooh    | 21           |                           |
| 21  | Jimmy Robertson       | 22           |                           |
| 22  | Ryan Day              | 23           |                           |
| 23  | Xiao Guodong          | 24           |                           |
| 24  | Tom Ford              | 25           |                           |
| 25  | Scott Donaldson       | 26           |                           |
| 26  | Ricky Walden          | 27           |                           |
| 27  | Matthew Selt          | 28           |                           |
| 28  | Mark Davis            | 29           |                           |
| 29  | Lyu Haotian           | 30           |                           |
| 30  | Zhou Yuelong          | 31           |                           |
| 31  | Noppon Saengkham      | 32           |                           |
| 32  | Anthony McGill        | 33           |                           |
| 33  | Matthew Stevens       | 34           |                           |
| 34  | Martin O'Donnell      | 35           |                           |
| 35  | Liang Wenbó           | 36           |                           |
| 36  | Luca Brecel           | 37           |                           |
| 37  | Hossein Vafaei        | 38           |                           |
| 38  | Ben Woollaston        | 39           |                           |
| 39  | Michael Holt          | 40           |                           |
| 40  | Zhao Xintong          | 41           |                           |
| 41  | Kurt Maflin           | 42           |                           |
| 42  | Mark King             | 43           |                           |
| 43  | Li Hang               | 44           |                           |
| 44  | Stuart Carrington     | 45           |                           |
| 45  | Yuan Sijun            | 46           |                           |
| 46  | Chris Wakelin         | 47           |                           |
| 47  | Robert Milkins        | 48           |                           |
| 48  | Michael Georgiou      | 49           |                           |
| 49  | Anthony Hamilton      | 50           |                           |
| 50  | Peter Ebdon           | 51           | 2001                      |
| 51  | Alan McManus          | 52           |                           |
| 52  | Daniel Wells          | 53           |                           |
| 53  | Sunny Akani           | 54           |                           |
| 54  | Marco Fu              | 55           | 2016                      |
| 55  | Lu Ning               | 56           |                           |
| 56  | Michael White         | 57           |                           |
| 57  | Liam Highfield        | 58           |                           |
| 58  | Martin Gould          | 59           |                           |
| 59  | Robbie Williams       | 60           |                           |
| 60  | Andrew Higginson      | 61           |                           |
| 61  | Mark Joyce            | 62           |                           |
| 62  | Tian Pengfei          | 63           |                           |
| 63  | Sam Craigie           | 64           |                           |
| 64  | Mei Xiwen             | 65           |                           |
| 65  | Ken Doherty           | 66           |                           |
| 66  | Fergal O'Brien        | 67           |                           |
| 67  | Luo Honghao           | 68           |                           |
| 68  | Joe O'Connor          | 69           |                           |
| 69  | Jak Jones             | 70           |                           |
| 70  | Mike Dunn             | 71           |                           |
| 71  | Zhang Anda            | 72           |                           |
| 72  | Craig Steadman        | 73           |                           |
| 73  | Elliot Slessor        | 74           |                           |
| 74  | Sam Baird             | 75           |                           |
| 75  | Jordan Brown          | 76           |                           |
| 76  | Alfie Burden          | 77           |                           |
| 77  | John Astley           | 78           |                           |
| 78  | Nigel Bond            | 79           |                           |
| 79  | Lee Walker            | 80           |                           |
| 80  | Oliver Lines          | 81           |                           |
| 81  | Harvey Chandler       | 82           |                           |
| 82  | Ashley Carty          | 83           |                           |
| 83  | Ian Burns             | 84           |                           |
| 84  | Hammad Miah           | 85           |                           |
| 85  | James Wattana         | 86           |                           |
| 86  | Louis Heathcote       | 87           |                           |
| 87  | Alexander Ursenbacher | 88           |                           |
| 88  | Chen Feilong          | 89           |                           |
| 89  | Thor Chuan Leong      | 90           |                           |
| 90  | Fan Zhengyi           | 01           |                           |
| 91  | Jamie Clarke          | 92           |                           |
| 92  | Dominic Dale          | 93           |                           |
| 93  | Zhang Jiankang        | 94           |                           |
| 94  | Kishan Hirani         | 95           |                           |
| 95  | David Grace           | 96           |                           |
| 96  | Adam Stefanow         | 97           |                           |
| 97  | Eden Sharav           | 98           |                           |
| 98  | Chang Bingyu          | 99           |                           |
| 99  | Si Jiahui             | 100          |                           |
| 100 | Mitchell Mann         | 101          |                           |
| 101 | Jackson Page          | 102          |                           |
| 102 | Andy Lee              | 103          |                           |
| 103 | James Cahill          | 104          |                           |
| 104 | Xu Si                 | 105          |                           |
| 105 | Chen Zifan            | 106          |                           |
| 106 | Rod Lawler            | 107          |                           |
| 107 | Kacper Filipiak       | 108          |                           |
| 108 | Soheil Vahedi         | 109          |                           |
| 109 | Jamie O'Neill         | 110          |                           |
| 110 | Igor Figueiredo       | 111          |                           |
| 111 | Barry Pinches         | 112          |                           |
| 112 | Bai Langning          | 113          |                           |
| 113 | Brandon Sargeant      | 114          |                           |
| 114 | Duane Jones           | 115          |                           |
| 115 | Simon Lichtenberg     | 116          |                           |
| 116 | Billy Joe Castle      | 117          |                           |
| 117 | David Lilley          | 118          |                           |
| 118 | Lei Peifan            | 119          |                           |
| 119 | Gerard Greene         | 120          |                           |
| 120 | Riley Parsons         | 121          |                           |
| 121 | Jimmy White           | 122          |                           |
| 122 | Andy Hicks            | 123          |                           |
| 123 | Peter Lines           | 124          |                           |
| 124 | Alex Borg             | 125          |                           |
| 125 | Fraser Patrick        | 126          |                           |
| 126 | Amiri Amine           | 127          |                           |
| 127 | Gary Thomson          | (Dilettante) |                           |
| 128 | Michael Collumb       | (Dilettante) |                           |

## Fase a eliminazione diretta
| Centoventottesimi di Finale | Sessantaquattresimi di Finale | Trentaduesimi di Finale | Sedicesimi di Finale   | Quarti di Finale       | Semifinali                | Finale                  |
| --------------------------- | ----------------------------- | ----------------------- | ---------------------- | ---------------------- | ------------------------- | ----------------------- |
| Al meglio dei 7 frames      | Al meglio dei 7 frames        | Al meglio dei 7 frames  | Al meglio dei 7 frames | Al meglio dei 9 frames | Al meglio degli 11 frames | Al meglio dei 17 frames |

| Giocatore             | Giocatore        | Risultato |
| --------------------- | ---------------- | --------- |
| Mark Allen            | Andy Hicks       | 4 - 2     |
| Anthony Hamilton      | Louis Heathcote  | 1 - 4     |
| Anthony McGill        | Hammad Miah      | 4 - 2     |
| Gerard Greene         | Elliot Slessor   | 2 - 4     |
| Ali Carter            | Fan Zhengyi      | 4 - 3     |
| Riley Parsons         | Lu Ning          | 3 - 4     |
| Gary Wilson           | Rod Lawler       | 4 - 0     |
| Robbie Williams       | Chris Wakelin    | 3 - 4     |
| Jak Jones             | Mark King        | 1 - 4     |
| Tom Ford              | Lee Walker       | 4 - 1     |
| Chen Feilong          | Zhang Jiankang   | 3 - 4     |
| Barry Hawkins         | John Astley      | 0 - 4     |
| Billy Joe Castle      | Ashley Carty     | 4 - 2     |
| Scott Donaldson       | Lei Peifan       | 4 - 2     |
| Simon Lichtenberg     | Peter Lines      | 2 - 4     |
| Kyren Wilson          | Hossein Vafaei   | 4 - 3     |
| John Higgins          | Jamie O'Neill    | 4 - 1     |
| Alexander Ursenbacher | Michael Holt     | 4 - 0     |
| Lyu Haotian           | Andrew Higginson | 1 - 4     |
| Si Jiahui             | Brandon Sargeant | 4 - 1     |
| Jack Lisowski         | Zhang Anda       | 4 - 1     |
| Adam Stefanow         | David Grace      | 3 - 4     |
| Ryan Day              | Thor Chuan Leong | 4 - 2     |
| Jamie Clarke          | Mike Dunn        | 1 - 4     |
| Robert Milkins        | Nigel Bond       | 4 - 1     |
| Thepchaiya Un-Nooh    | Liang Wenbó      | 4 - 1     |
| Sam Craigie           | Marco Fu         | 0 - 4     |
| Stephen Maguire       | Jimmy White      | 4 - 0     |
| Tian Pengfei          | Oliver Lines     | 4 - 2     |
| Zhou Yuelong          | Peter Ebdon      | 3 - 4     |
| Ian Burns             | Craig Steadman   | 4 - 3     |
| Neil Robertson        | Ken Doherty      | 4 - 1     |
| Ronnie O'Sullivan     | Dominic Dale     | 4 - 3     |
| James Cahill          | Sunny Akani      | 4 - 2     |
| Luca Brecel           | Martin Gould     | 1 - 4     |
| Kacper Filipiak       | Michael Georgiou | 4 - 3     |
| Joe Perry             | Michael Collumb  | 4 - 1     |
| Kishan Hirani         | David Lilley     | 4 - 2     |
| Yan Bingtao           | Barry Pinches    | 4 - 1     |
| Bai Langning          | Joe O'Connor     | 2 - 4     |
| Jackson Page          | Martin O'Donnell | 3 - 4     |
| Jimmy Robertson       | Harvey Chandler  | 4 - 1     |
| Kurt Maflin           | Alex Borg        | 4 - 1     |
| Stuart Bingham        | Matthew Stevens  | 2 - 4     |
| Liam Highfield        | Jordan Brown     | 4 - 3     |
| Matthew Selt          | Li Hang          | 1 - 4     |
| Alfie Burden          | Soheil Vahedi    | 4 - 2     |
| Mark Selby            | Mark Joyce       | 4 - 2     |
| Shaun Murphy          | Daniel Wells     | 4 - 1     |
| Mark Davis            | Sam Baird        | 4 - 3     |
| Ricky Walden          | Luo Honghao      | 4 - 3     |
| Stuart Carrington     | Xu Si            | 4 - 3     |
| David Gilbert         | Eden Sharav      | 4 - 0     |
| Fraser Patrick        | Chang Bingyu     | 2 - 4     |
| Xiao Guodong          | Duane Jones      | 4 - 0     |
| Andy Lee              | Fergal O'Brien   | 4 - 2     |
| Chen Zifan            | Ben Woollaston   | 3 - 4     |
| Graeme Dott           | Igor Figueiredo  | 4 - 0     |
| Mei Xiwen             | Gary Thomson     | 4 - 3     |
| Ding Junhui           | Michael White    | 4 - 1     |
| Alan McManus          | Zhao Xintong     | 4 - 1     |
| Noppon Saengkham      | James Wattana    | 2 - 4     |
| Yuan Sijun            | Mitchell Mann    | 4 - 2     |
| Judd Trump            | Amiri Amine      | 4 - 0     |

| Giocatore         | Giocatore             | Risultato |
| ----------------- | --------------------- | --------- |
| Mark Allen        | Louis Heathcote       | 4 - 1     |
| Anthony McGill    | Elliot Slessor        | 2 - 4     |
| Ali Carter        | Lu Ning               | 3 - 4     |
| Gary Wilson       | Chris Wakelin         | 1 - 4     |
| Mark King         | Tom Ford              | 2 - 4     |
| Zhang Jiankang    | John Astley           | 4 - 1     |
| Billy Joe Castle  | Scott Donaldson       | 2 - 4     |
| Peter Lines       | Kyren Wilson          | 1 - 4     |
| John Higgins      | Alexander Ursenbacher | 4 - 1     |
| Andrew Higginson  | Si Jiahui             | 4 - 2     |
| Jack Lisowski     | David Grace           | 4 - 0     |
| Ryan Day          | Mike Dunn             | 3 - 4     |
| Robert Milkins    | Thepchaiya Un-Nooh    | 1 - 4     |
| Marco Fu          | Stephen Maguire       | 4 - 2     |
| Tian Pengfei      | Peter Ebdon           | 3 - 4     |
| Ian Burns         | Neil Robertson        | 1 - 4     |
| Ronnie O'Sullivan | James Cahill          | 4 - 0     |
| Martin Gould      | Kacper Filipiak       | 4 - 3     |
| Joe Perry         | Kishan Hirani         | 4 - 3     |
| Yan Bingtao       | Joe O'Connor          | 2 - 4     |
| Martin O'Donnell  | Jimmy Robertson       | 2 - 4     |
| Kurt Maflin       | Matthew Stevens       | 4 - 3     |
| Liam Highfield    | Li Hang               | 4 - 3     |
| Alfie Burden      | Mark Selby            | 1 - 4     |
| Shaun Murphy      | Mark Davis            | 4 - 0     |
| Ricky Walden      | Stuart Carrington     | 4 - 3     |
| David Gilbert     | Chang Bingyu          | 4 - 2     |
| Xiao Guodong      | Andy Lee              | 4 - 0     |
| Ben Woollaston    | Graeme Dott           | 1 - 4     |
| Mei Xiwen         | Ding Junhui           | 0 - 4     |
| Alan McManus      | James Wattana         | 0 - 4     |
| Yuan Sijun        | Judd Trump            | 0 - 4     |

| Giocatore          | Giocatore        | Risultato |
| ------------------ | ---------------- | --------- |
| Mark Allen         | Elliot Slessor   | 4 - 1     |
| Lu Ning            | Chris Wakelin    | 0 - 4     |
| Tom Ford           | Zhang Jiankang   | 3 - 4     |
| Scott Donaldson    | Kyren Wilson     | 4 - 2     |
| John Higgins       | Andrew Higginson | 4 - 3     |
| Jack Lisowski      | Mike Dunn        | 4 - 1     |
| Thepchaiya Un-Nooh | Marco Fu         | 4 - 2     |
| Peter Ebdon        | Neil Robertson   | 0 - 4     |
| Ronnie O'Sullivan  | Martin Gould     | 4 - 0     |
| Joe Perry          | Joe O'Connor     | 4 - 2     |
| Jimmy Robertson    | Kurt Maflin      | 4 - 3     |
| Liam Highfield     | Mark Selby       | 0 - 4     |
| Shaun Murphy       | Ricky Walden     | 4 - 2     |
| David Gilbert      | Xiao Guodong     | 4 - 3     |
| Graeme Dott        | Ding Junhui      | 4 - 0     |
| James Wattana      | Judd Trump       | 1 - 4     |

| Giocatore          | Giocatore       | Risultato |
| ------------------ | --------------- | --------- |
| Mark Allen         | Chris Wakelin   | 4 - 1     |
| Zhang Jiankang     | Scott Donaldson | 2 - 4     |
| John Higgins       | Jack Lisowski   | 2 - 4     |
| Thepchaiya Un-Nooh | Neil Robertson  | 4 - 0     |
| Ronnie O'Sullivan  | Joe Perry       | 4 - 2     |
| Jimmy Robertson    | Mark Selby      | 0 - 4     |
| Shaun Murphy       | David Gilbert   | 2 - 4     |
| Graeme Dott        | Judd Trump      | 2 - 4     |

| Giocatore         | Giocatore          | Risultato |
| ----------------- | ------------------ | --------- |
| Mark Allen        | Scott Donaldson    | 5 - 1     |
| Jack Lisowski     | Thepchaiya Un-Nooh | 5 - 3     |
| Ronnie O'Sullivan | Mark Selby         | 4 - 5     |
| David Gilbert     | Judd Trump         | 5 - 2     |

| Giocatore  | Giocatore     | Risultato |
| ---------- | ------------- | --------- |
| Mark Allen | Jack Lisowski | 5 - 6     |
| Mark Selby | David Gilbert | 6 - 1     |

| FINALE Emirates Arena, Glasgow, Scozia, Regno Unito, 15 dicembre 2019 ARBITRO: Marcel Eckardt             | FINALE Emirates Arena, Glasgow, Scozia, Regno Unito, 15 dicembre 2019 ARBITRO: Marcel Eckardt | FINALE Emirates Arena, Glasgow, Scozia, Regno Unito, 15 dicembre 2019 ARBITRO: Marcel Eckardt |
| Jack Lisowski (14)                                                                                        | 6 - 9                                                                                         | Mark Selby (6)                                                                                |
| --- | --------------------------------------------------------------------------------------------- | --------------------------------------------------------------------------------------------- |
| PRIMA SESSIONE: 1-0 2-0 2-1 2-2 3-2 3-3 3-4 3-5 (3-5) SECONDA SESSIONE: 4-5 4-6 5-6 5-7 5-8 6-8 6-9 (3-4) |                                                                                               |                                                                                               |
| MIGLIOR BREAK: 119 CENTURY BREAKS: 1                                                                      |                                                                                               | MIGLIOR BREAK: 117 CENTURY BREAKS: 1                                                          |
| Mark Selby vince lo Scottish Open 2019                                                                    |                                                                                               |                                                                                               |

### Century break|Century Breaks (80)
| N° | Giocatore          | Century Breaks | Miglior Break |
| -- | ------------------ | -------------- | ------------- |
| 1  | Ronnie O'Sullivan  | 7              | 123           |
| 2  | Jack Lisowski      | 6              | 143 (£5.000)  |
| 3  | David Gilbert      | 4              | 142           |
| =  | Mark Selby         | 4              | 135           |
| =  | Ding Junhui        | 4              | 132           |
| =  | Liam Highfield     | 4              | 129           |
| =  | Xiao Guodong       | 4              | 128           |
| =  | Mark Allen         | 4              | 124           |
| 4  | Chris Wakelin      | 3              | 134           |
| =  | Judd Trump         | 3              | 111           |
| 5  | Joe Perry          | 2              | 139           |
| =  | Graeme Dott        | 2              | 137           |
| =  | Yan Bingtao        | 2              | 136           |
| =  | Kyren Wilson       | 2              | 132           |
| =  | Ryan Day           | 2              | 129           |
| =  | Stephen Maguire    | 2              | 126           |
| =  | John Higgins       | 2              | 123           |
| =  | Marco Fu           | 2              | 119           |
| =  | Gary Wilson        | 2              | 118           |
| =  | Yuan Sijun         | 2              | 115           |
| =  | Neil Robertson     | 2              | 105           |
| 6  | Robert Milkins     | 1              | 128           |
| =  | Kurt Maflin        | 1              | 127           |
| =  | Adam Stefanow      | 1              | 124           |
| =  | Chen Feilong       | 1              | 120           |
| =  | Lu Ning            | 1              | 119           |
| =  | Hossein Vafaei     | 1              | 119           |
| =  | Ali Carter         | 1              | 118           |
| =  | Sam Baird          | 1              | 115           |
| =  | Thepchaiya Un-Nooh | 1              | 114           |
| =  | Matthew Stevens    | 1              | 112           |
| =  | Stuart Carrington  | 1              | 106           |
| =  | Jimmy Robertson    | 1              | 105           |
| =  | Chen Zifan         | 1              | 103           |
| =  | Tom Ford           | 1              | 103           |
| =  | Luca Brecel        | 1              | 101           |